# Kraftwerk Ninghai
Das Kraftwerk Ninghai ist ein Kohlekraftwerk in der Volksrepublik China, das am Ostchinesischen Meer im Kreis Ninghai, Provinz Zhejiang gelegen ist. Es ist im Besitz der Shenhua Guohua Electric Power Corporation (SG), einer Tochter der China Shenhua Energy und wird auch von SG betrieben.

## Daten
Mit einer installierten Leistung von 4,4 GW ist Ninghai eines der leistungsstärksten Kohlekraftwerke weltweit. Die Jahreserzeugung stieg von 6,83 Mrd. kWh im Jahr 2006 auf 16,75 Mrd. kWh im Jahr 2009. Der Bedarf an importierter Steinkohle stieg von 2,1 Mio. t im Jahre 2006 auf 4,95 Mio. t im Jahre 2009. Ninghai dient zur Abdeckung der Grundlast.

## Kraftwerksblöcke
Das Kraftwerk besteht aus insgesamt sechs Blöcken unterschiedlicher Leistung, die von 2005 bis 2009 errichtet wurden. Die folgende Tabelle gibt einen Überblick:
| Block | Max. Leistung (MW) | Betriebsbeginn | Turbine           | Generator         | Dampfkessel       |
| ----- | ------------------ | -------------- | ----------------- | ----------------- | ----------------- |
| 1     | 600                | 2005           | Shanghai Electric | Shanghai Electric | Shanghai Electric |
| 2     | 600                | 2005           | Shanghai Electric | Shanghai Electric | Shanghai Electric |
| 3     | 600                | 2005           | Shanghai Electric | Shanghai Electric | Shanghai Electric |
| 4     | 600                | 2005           | Shanghai Electric | Shanghai Electric | Shanghai Electric |
| 5     | 1.000              | 14.10.2009     | Shanghai Electric | Shanghai Electric | Shanghai Electric |
| 6     | 1.000              | 22.09.2009     | Shanghai Electric | Shanghai Electric | Shanghai Electric |

Die Blöcke 5 und 6 verwenden ultra-superkritische Dampferzeuger (siehe Überkritisches Wasser).